# Chloropoea fickei
Chloropoea fickei är en fjärilsart som beskrevs av Gustav Weymer 1907. Chloropoea fickei ingår i släktet Chloropoea och familjen praktfjärilar. Inga underarter finns listade i Catalogue of Life.